# Luciano Vincenzoni
Luciano Vincenzoni (ur. 7 marca 1926 w Treviso, zm. 22 września 2013 w Rzymie) – włoski pisarz i scenarzysta filmowy.

## Wybrana filmografia
- 1956: Czerwony sygnał
- 1959: Pierwsza noc
- 1962: Zabłąkana w Rzymie
- 1963: Uwiedziona i porzucona
- 1966: Panie i panowie
- 1967: Śmierć jeździ konno
- 1968: Zawodowiec
- 1969: Spokojne miejsce na wsi
- 1971: Garść dynamitu
- 1977: Orka – wieloryb zabójca
- 1985: Szalona ucieczka
- 1986: Jak to się robi w Chicago
- 1998: Ritornare a volare
- 2000: Malena